# حجاي بن شماي

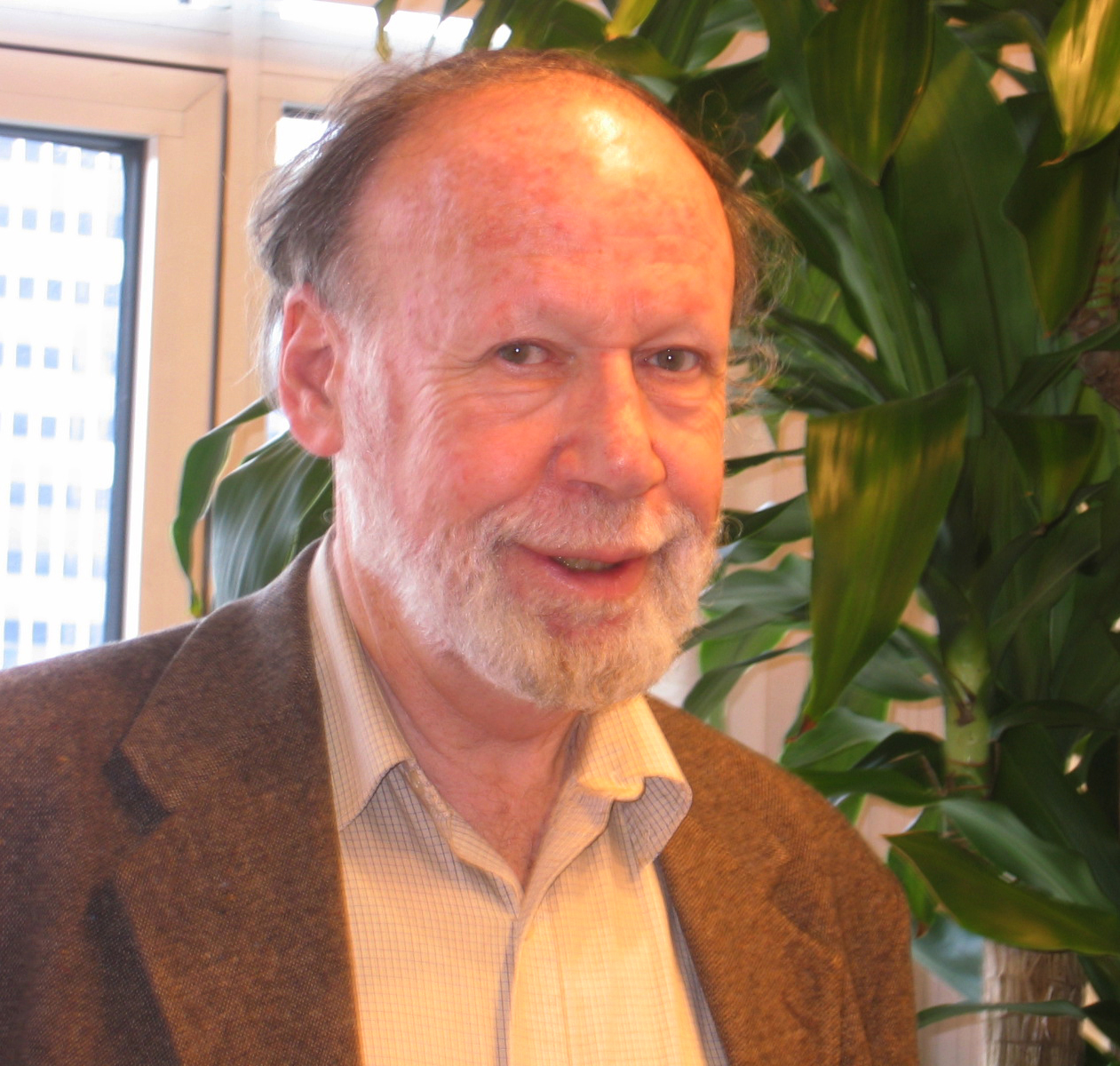
حجاي بن شماي، 2006.

حجاي بن شماي (بالعبرية: חגי בן-שמאי‏) (ولد في25 تموز عام 1939) هو أستاذ فخري في قسم اللغة العربية والأدب العربي التابع لمعهد الدراسات الآسيوية والأفريقية في الجامعة العبرية بالقدس، والمدير الأكاديمي للمكتبة الوطنية في إسرائيل.

## حياته وإنجازه العلمي
ولد حجاي بن شماي في تل أبيب، وترعرع في حيّ بايت ڤگان في أورشليم، تعلّم في مدرسة حوريڤ وتعلَّم عاماً واحداً في يشيڤا (مدرسة دينيَّة يهوديَّة). كان في صباه عضواً ناشطاً في حركة الشبيبة «عزرا» وأرشد الفتيان في بئر السبع. أتمّ الخدمة العسكرية الإلزامية في إطار حركة الشبيبة التي كان ناشطاً فيها خلال صباه «هناحل» في الكيبوتس المتديِّن شعلڤيم.
بدأ بن شماي دراسته الأكاديميَّة للّقب الأول في الجامعة العبرية عام 1962 في قسم اللغة العربية والأدب العربي وتاريخ الإسلام، وتتلمذ على شيخ المستشرقين الإسرائيليين الأستاذ مئير يعكوڤ كيستر (م. ي. قسطر)، ودَرَس عليه علم المخطوطات العربية وتحقيقها. حصل على اللقب الأول عام 1966، وانصرف بعدها لدراسة فيلولوجيا اللغة العربية، وحصل على اللقب الثاني مع مرتبة الشرف الأولى في اللغة العربية واللغات السامية عام 1969. وقد تتلمذ على العالم اللغوي الكبير يهوشاع بلاو وأخذ عنه مبادئ البحث اللغوي، وعلم اللغات السامية المقارن. كان بلاو باحثاً فذًا انصب اهتمامه على دراسة العربية - اليهودية، وهو مجال في الدراسات اللغوية كان أرسى قواعده، ووضع أسسه المستشرق داڤيد تسڤي بن عيط، وسار بن شماي على خطى شيخه في تطوير مجال البحث الذي استهلّه بن عيط. والعربية - اليهودية هي تلك اللغة العربية التي كانت ذائعة على ألسنة الجاليات اليهودية التي عاشت بين ظهراني العرب، والمسلمين في بلدان المشرق العربي، وبها وضع يهود العالم الإسلامي مؤلفاتهم الدينية، والفلسفية، والأدبية منذ القرن الثامن وحتى مطلع القرن العشرين. تناول في الأطروحة التي تقدّم بها لنيل درجة الدكتوراة: «تفسير يافث بن علي هليڤي القرائي لسفر أيوب، تحقيق علميّ، وترجمة عبرية مشروحة مع مقدمة ودراسة». حصل على منحة استكمال من الجامعة العبرية فدرس بين الأعوام 1971-1973 في قسم الدراسات الشرقية في جامعة لندن والمتحف البريطاني. أتمّ أطروحة الدكتوراة عام 1978 ، تحت إشراف الأستاذ شلومو پينيس، وعنه أخذ الاطّلاع الواسع، والرُّؤية الثّاقبة في منهج الدراسات الفلسفية. تناولت أطروحته: «مناهج التفكير الديني عند أبي يوسف يعقوب القرقيساني ويافث بن علي». وعالج في أطروحته آراء هذين المفكّرين من اليهود القرائين، اللذين عاشا في القرن العاشر، وقد أجيز بحثه هذا، بتقدير ممتاز. عُيِّن عام 1978 محاضراً في قسم اللغة والأدب العربي في الجامعة العبرية، وبدأ كذلك بالتدريس في جامعة بار إيلان بوظيفة جزئيَّة، وفي عام 1994 أصبح أستاذاً مشاركاً في الجامعة العبرية. وفي عام 2007 خرج إلى التقاعُد، وأصبح أستاذاً فخريًّا.
خلال سنوات عمله درَّس بن شماي في جامعات عالميّة أخرى مثل: جامعة هارفرد، جامعة كامبردج، يشيڤا يونڤيرستي، جامعة بنسلفانيا، جامعة بن غوريون في النقب، وجامعة سانت بطرسبرغ.
شارك بن شماي عام 1984 في إنشاء جمعية دراسة تاريخ اللغة العربية - اليهودية، بالتعاوُن مع صديقه وأستاذه يهوشع بلاو، مردخاي عكيڤا فريدمان، والأستاذ موشيه جيل، وانعقدت الجلسة التأسيسية للجمعية في شيكاغو. وانتخب رئيساً لها يهوشع بلاو، فلمّا خرج للتّقاعُد عام 1997 حلّ مكانه حجاي بن شماي، وأصبح الرّئيس الثاني للجمعيَّة، وما زال يشغل هذا المنصب حتّى اليوم. كبُرت هذه الجمعية، وازداد أعضاؤها حتّى صارت تضمّ قرابة مائتي باحث من جميع أرجاء العالم.
كما يشغل بن شماي منذ عام 1991 منصب مدير «مشروع القرائين» في معهد إسحق بن تسفي لدراسة الجاليات اليهودية في المشرق.
أنشأ بن شماي في عام 1995 ، بالتّعاوُن مع داڤيد سيكلير «مركز دراسات الثقافة العربية - اليهودية وآدابها»، التابع لمعهدإسحق بن تسفي لدراسة الجاليات اليهودية في المشرق، الذي يعمل على تشجيع الأبحاث، جمع المعلومات عن الثقافة - العربية اليهودية، وتنظيمها، يعمل هذا المركز منذ ذلك الحين بجدٍّ ونشاط، ومن مهامّه الرّئيسيَّة فهرسة جميع المخطوطات العربية - اليهودية، والمؤلفات الفقهية العربية - اليهودية، وينصب جل اهتمام المركز على المخطوطات.
يشغل بن شماي منذ عام 2003 منصب مدير مشروع فريدبرغ لدراسة مخطوطات الجنيزة القاهرية.
ومنذ خروجه للتّقاعُد عام 2010 يشغل بن شماي منصب المدير الأكاديميّ للمكتبة الوطنيَّة في إسرائيل.

## أبحاثه
يتميَّز منهج حجاي بن شماي في أبحاثه بمحاولة فهم، واسترجاع أمرين أساسيين بواسطة المصادر التّاريخيَّة المتاحة: الأوَّل هو التّاريخ الثّقافيّ، والثّاني هو التيّارات الفكريَّة لفئات مختلفة، وبشكلٍ خاصّ القرّائين، وبالإضافة إلى ذلك عُنِيَ بتفاسير المقرا المبكِّرة، باللّغة العربيَّة. لم يتلقَّ بن شماي دراسة منهجيَّة كمؤرِّخ، بل كعالم فيلولوجيا، وهو يُحاول أن يفهم الأسس المنهجيَّة من خلال المصطلحات، والمعجم اللغوي، والأساليب.
يحاول بن شماي أن يرى الأشياء في سياقها الواسع، والعلاقات المتبادلة بين الثّقافات المختلفة، وهو يشبه في منهجه هذا أحد كبار الباحثين في الفلسفة اليهوديَّة في العصور الوسطى، وولفسون الذي لم يتكلَّم في أبحاثه عن تأثير ثقافة في ثقافة أخرى، بل تحدَّث عن الأصداء: هناك من يسمع صدى، ولكن من أسمع هذا الصدى غير معنيّ بأن يؤثِّر صداه في الآخرين، ولكن من تلقَّف هذا الصَّدى قبله عن رضا واستجابته كانت عن طيب خاطر.

### طائفةالقرائين
يعدّ بن شماي من كبار الباحثين الذين تناولوا طائفة القرائين.لقد تناول بالبحث هويَّة هذه الجماعة، وتاريخها، عاداتها وتقاليدها، طقوسها الدّينيَّة، ى ثارها الأدبيَّة والفلسفيَّة، كما تناول تاريخ حيّ القرائين في القدس. واستعرض بن شماي في أبحاثه طرائق التّفكير الفلسفي عند القرائين، والعلاقات بينهم وبين اليهود الربانين. ومن المشاريع التي بادر إليها بن شماي في هذا المضمار: فهرست المخطوطات التي باعها الحاخام القرائي أبراهام پيركوفيتش للمكتبة الوطنية الروسية في سانت بطرسبرغ، والتي تشكّل إحدى أهمّ مجاميع المخطوطات اليهوديّة في العالم، كما كان من المساهمين في تحديث موسوعة أبناء المقرا التي عمل على إعدادها شموئيل أبراهام پوزينسكي، وترأس لهذا الغرض بعثة أوفدها معهد إسحق بن تسڤي إلى شبه جزيرة القرم من أجل إحصاء وتحديد مواضع مقابر اليهود القرائين هناك.

### الرابسعاديا الفيومي
درس بن شماي مؤلفات الرابي سعاديا الفيومي، وأتى بآراء جديدة، ونظريات غير مسبوقة في هذا المضمار، لقد أوضح بن شماي في أبحاثه بشكلٍ جليّ كيفَ تمكَّن الرّاب سعاديا الفيومي من إبراز طابعه وآرائه الفكريّة حينما استخدم مواد فكريّة جاهزة، لكنّهُ أعادَ صياغتها من جديد، لا سيّما حينما نقل تلك الآثار والمواد الفكريّة من العبرية إلى اللغة العربية، وفي الغالب قام بذلك بشكلٍ خفيّ دون أن يشعر القارئ بذلك.
أنجز بن شماي تحقيق طبعة علمية من شرح سعاديا الفيومي لسفر الخروج بعدما اكتشف بعض النّصوص الجديدة، وحقّقها تحقيقًا علميا دقيقا، كما تناول بن شماي الأبعاد المختلفة في شخصية سعاديا الفيومي الذي كان فيلسوفا متعدد المشارب، فعالج خلفيته الثقافية، ومنطلقاته الفكرية وأثر علم الكلام في عالمه الفكري، ومعارضته لعلم التنجيم، لأن الأسس المنطقية لهذا العلم كانت واهية، وأثبت بن شماي أن هذا الجدل الديني كان أول رد عقائدي يهودي ضد علم التنجيم، ومن بواكير الجدل الديني في الحضارة الإسلامية عموما. لقد قيم بن شماي في دراساته الإنجازات الفكرية للرابي سعاديا الفيومي في سياق العالم الفكري الإسلامي، والمسيحي، واليهودي.

### الدراسات الإسلامية
اهتمّ بن شماي بالتّحليل اللساني للقرآن، وتفسير الحديث النبوي، وقد عالج في دراساته المستويات اللغوية، وخرج بنتائج علمية هامّة عن الدّلالات الاجتماعية والثّقافية التي تتعلَّق بنساخ المخطوطات، والحقبة التي عاشوا فيها. كما تناول بالتحليل منظومة العلاقات بين الجاليات اليهودية، والمحيط الاجتماعي الإسلامي.

## الكتاب التكريمي
- القولُ المسَدَّد: أبحاث ودراسات في تفسير المقرا والقرآن في العصور الوسطى مهداة لحجاي بن شماي، تحرير: مئير بار آشر، سيمون هوبكنز، سارة سطرومزة، برونو كيازي، أورشليم: مركز إسحق بن تسفي لدراسة الجاليات اليهودية في الشرق، والجامعة العبرية، 2007. وتفاصيله بالعبرية:
- דבר דבור על אופניו: מחקרים בפרשנות המקרא והקוראן בימי הביניים: מוגשים לחגי בן-שמאי; עורכים: מאיר מ. בר-אשר , סימון הופקינס, שרה סטרומזה, ברונו קיאזה. ירושלים: יד יצחק בן צבי|מכון בן-צבי לחקר קהילות ישראל במזרח, יד יצחק בן-צבי והאוניברסיטה העברית, 2007.